# 空に太陽がある限り
「空に太陽がある限り」（そらにたいようがあるかぎり）は、1971年2月10日にCBS・ソニーレコード（現：ソニー・ミュージックレーベルズ）から発売されたにしきのあきらの3枚目のシングル。

## 解説
- オリコンチャートでは週間最高3位を獲得し、30.8万枚の売上を記録され、にしきののシングルとしては自身最大の売上となった[1]。
- 1971年12月31日放送の「第22回NHK紅白歌合戦」へは、初出場時だった前1970年（昭和45年）末の「第21回NHK紅白歌合戦」（もう恋なのか）に引き続き、2年連続2回目の出場を果たした。
- 2019年（令和元年）現在でも自身の代表曲として知られており、懐メロの音楽番組などでよく歌唱披露している。
- 近年のベストアルバムには桜庭伸幸編曲の「ニューバージョン」が収録されることが多く、テレビ番組出演時にもこちらを披露することが多い。
- レコードジャケットの写真は、現在の最高裁判所庁舎がある東京都千代田区隼町にて撮影された（当時は庁舎建設前の荒れ地[2]であり、現在の場所に移転してくるのはこの曲のヒットから3年後（1974年〈昭和49年〉）のことである）。
- テレビCMにも多用された。1994年（平成6年）放送の英会話教室「NOVA」のテレビCMで「NOVAしてる とても NOVAが駅前にある限り」と歌詞を変更した替え歌が使われたことがある（ただし、錦野による歌唱ではない）。また、2007年（平成19年）放送のサントリー「C.C.Lemon」のテレビCM（北乃きい出演）でも「空に太陽がある限り」のフレーズ部分が使用されたことがある（こちらは錦野本人が歌唱している）。

## 収録曲
- 全作詞・作曲：浜口庫之助／編曲：小杉仁三

1. 空に太陽がある限り [02:38]
2. 恋の旅路 [02:37]

## カバー
- 竹本孝之 - アルバム「Sunshine Up!」収録（1982年11月21日）
- TPD DASH!! - シングル「空に太陽がある限り」収録（1994年4月16日）
- 斉藤工 - アルバム「映画『愛と誠』オリジナル・サウンドトラック」収録（2012年6月6日）